# Траоре, Хамед
Аме́д Жунио́р Траоре́ (фр. Hamed Junior Traorè); род. 16 февраля 2000, Абиджан) — ивуарийский футболист, полузащитник английского клуба «Борнмут» и сборной Кот-д’Ивуара.
Брат — Амад Диалло, футболист. Выступает за «Манчестер Юнайтед».

## Клубная карьера
Траоре — воспитанник итальянского клуба «Эмполи». 8 октября 2017 года в матче против «Фоджи» он дебютировал в итальянской Серии B, заменив во втором тайме Альфредо Доннарумму. По итогам своего дебютного сезона Амед помог клубу выйти в элиту. 26 августа 2018 года в матче против «Дженоа» он дебютировал в итальянской Серии A. 20 апреля 2019 года в поединке против СПАЛа Амед забил свой первый гол за «Эмполи». Летом того же года Траоре на правах аренды перешёл в «Сассуоло». 28 августа в матче против «Торино» он дебютировал за новую команду. 1 сентября в поединке против «Сампдории» Амед забил свой первый гол за «Сассуоло». По окончании срока аренды клуб выкупил трансфер игрока за 16 млн евро.
В начале 2023 года Траоре на правах аренды перешёл в английский «Борнмут». 4 февраля в матче против «Брайтон энд Хоув Альбион» он дебютировал в английской Премьер-лиге.

## Международная карьера
13 ноября 2021 года в отборочном матче чемпионата мира 2022 против сборной Камеруна Траоре дебютировал за сборную Кот-д’Ивуара.